# おばあちゃん (お笑い芸人)
おばあちゃん（1947年〈昭和22年〉2月12日 - ）は、吉本興業に所属する日本のピン芸人。

## 略歴・人物
東京都国分寺市出身。身長155 cm、体重70 kg、血液型はO型。4人きょうだいの第2子・長女（唯一の女子）。趣味は近場の温泉へ行くこと。お笑いは子供の頃から好きで、本人によると中田ダイマル・ラケット、花菱アチャコ・横山エンタツ、京唄子・鳳啓助などのしゃべくり漫才を聞いて育ったとのこと。中学卒業後は進学を希望するも母親の反対に遭い、家の生活のために中学卒業後に就職して造船所の設計部などに勤務。その後働きながら通信制高校に通い（学費が払えなかったことで中退していた期間あり）、短期大学を卒業。
24歳の時に、親が決めた1歳年上の男性と結婚。夫との間に、子はいない。
38歳の時に乳癌のステージ4を宣告されるなど、30代から40代にかけて複数の癌を経験した。47歳で放送大学に入学し、乳癌手術後患者の衣類の快適性に関する研究で卒業論文を執筆し、その後も第50回日本家政学会年次大会（1998年）で2つの研究発表を行った。64歳で定年退職後は高齢者劇団で不定期に“助っ人”という形で活動する。そして、一度舞台の基礎から勉強してみたいと思っていたところ、友人の息子からよしもとクリエイティブアカデミーの放送作家コースを教えられ、そこで舞台の勉強をしたいと伝えて、NSCを紹介され入学に至る。
2018年、吉本総合芸能学院東京校（東京NSC）に24期生として入学。NSCのある授業で、ホワイトボードに芸名を書く時に本人は特に芸名を考えておらず、ホワイトボードの前で考え込んでいると後ろから「（芸名は）おばあちゃんでいいよ!」といった同期の誰かの声が聞こえて来て、周りのみんなも「おばあちゃんがいい」と言ってくれたということでそのまま芸名をおばあちゃんとした。そのため、本人は芸名の名付け親を「NSCの同期」としながらも、誰が付けてくれたかはわからないとしている。なお、NSCに在学していた当時は吉本興業に「オバアチャン」というトリオが所属しており、NSCの講師から「既に先輩が使用している名前のため、NSC卒業後は『おばあちゃん』という芸名は使えない」と言われていた。卒業後の芸名をどうするべきか悩んでいたところ、プロデビュー日の前日をもってそのトリオが解散することになり、現芸名をそのまま使用することができるようになった。
2019年3月にNSCを卒業し、同年4月1日にプロとしてデビュー。デビュー時の年齢は72歳。2023年には神保町よしもと漫才劇場の所属メンバーとなった。所属事務所によると76歳での劇場デビューは過去最高齢とされる。
ネタ中には、年寄りの日常を綴った得意の「シルバー川柳」を披露することが多い。自らオチを忘れがちと分析し、事前にオチの川柳を書いた川柳を用意しておくことでそれを解決している、綾小路きみまろを手本として「女きみまろ」を目指しているという。

## 出囃子
- 坂本九「上を向いて歩こう」[13]

## 出演

### テレビ
- 火曜は全力!華大さんと千鳥くん（フジテレビ、 2021年5月11日）[14]
- 激レアさんを連れてきた。（テレビ朝日、2023年8月14日）[15]
- ぴったりにちようチャップリン（テレビ東京、2023年9月9日）
- まつもtoなかい（フジテレビ系列、2024年1月14日）
- Dearにっぽん「いま わたしの舞台(ステージ)で〜77歳の“若手芸人”〜」（NHK総合、2024年3月25日）[16][17]
  - 「Grandma Takes the Mic」として、英訳版も配信[18][19]。
- 白黒アンジャッシュ（チバテレ、2024年3月26日 - 4月2日）
- ETV特集「おばあちゃん 77歳の若手芸人」（NHK教育テレビ、2025年2月22日）- おばあちゃん本人のドキュメンタリーを放送[20]

### ラジオ
パーソナリティー担当
- おばあちゃんのシルバーラジオ（2024年1月2日 - 、FANYアプリ限定Podcast）

その他
- 生島ヒロシのおはよう一直線（2023年7月14日、TBSラジオ）
- 日本郵便SUNDAY’S POST（2024年5月19日、TOKYO FM・JFN）
- 高田文夫のラジオビバリー昼ズ（2025年3月5日、ニッポン放送）

### CM
- 吉本興業 FANY ID プレミアムメンバーWebCM「医者と患者」（2024年2月9日 - ）[22]
- SMBCコンシューマーファイナンス「プロミス」（2024年4月20日）

## ライブ・イベント
- 2024年2月12日 - 祝77歳！芸歴5年目おばあちゃんの喜寿をお祝いする会（神保町よしもと漫才劇場）[23]
- 2025年7月20日 - 「おばあちゃんのシルバーラジオ」イベント『おばあちゃん家』（東京おかっぱちゃんハウス）[24]

## 書籍
- おばあちゃん『ひまができ 今日も楽しい 生きがいを - 77歳 後期高齢者 芸歴5年 芸名・おばあちゃん -』ヨシモトブックス、2024年3月12日。ISBN 978-4-8470-7426-4。